# Настоящие олени (подсемейство)
Настоящие олени (лат. Cervinae) — подсемейство парнокопытных млекопитающих семейства оленевые (Cervidae). От сестринского подсемейства Capreolinae отличаются строением лодыжки.

## Классификация
Cervinae содержит две трибы, 9 родов и 33 вида (ранее 31 вид, так как вапити и иранская лань считались подвидами).
- Подсемейство Cervinae
  - Триба Cervini
    - Род Cervus — Настоящие олени
      - Cervus elaphus — Благородный олень
      - Cervus canadensis — Вапити (иногда считается подвидом благородного оления)
      - Cervus nippon — Пятнистый олень

    - Род Przewalskium
      - Przewalskium albirostris — Беломордый олень

    - Род Rucervus
      - Rucervus duvaucelii — Барасинга
      - Rucervus eldii — Олень-лира
      - † Rucervus schomburgki — Олень Шомбургка — вымер в 1938 г.

    - Род Rusa
      - Rusa alfredi — Филиппинский пятнистый олень
      - Rusa marianna — Филиппинский замбар
      - Rusa timorensis — Гривистый замбар
      - Rusa unicolor — Индийский замбар

  - Триба Muntiacini — Мунтжаковые
    - Род Axis — Аксисы
      - Axis axis — Аксис
      - Axis porcinus — Свиной олень
      - Axis calamianensis — Каламианский олень
      - Axis kuhlii — Олень Куля

    - Род Elaphurus — Олени Давида
      - Elaphurus davidianus — Олень Давида

    - Род Dama — Лани
      - Dama dama — Лань
      - Dama mesopotamica — Иранская лань
      - Dama carburangelensis †

    - Род Muntiacus — Мунтжаки
      - Muntiacus muntjac — Мунтжак
      - Muntiacus reevesi — Китайский мунтжак, или мунтжак Ривза[2]
      - Muntiacus crinifrons — Чёрный мунтжак
      - Muntiacus feae — Мунтжак Феа
      - Muntiacus atherodes
      - Muntiacus rooseveltorum — Мунтжак Рузвельта
      - Muntiacus gongshanensis — Гоньшаньский мунтжак[2]
      - Muntiacus vuquangensis — Гигантский мунтжак[2]
      - Muntiacus truongsonensis
      - Muntiacus putaoensis
      - Muntiacus puhoatensis
      - † Muntiacus leilaoensis  — поздний миоцен (9—7 млн лет назад), юго-западный Китай[источник не указан 665 дней]

    - Род Elaphodus — Хохлатые олени
      - Elaphodus cephalophus — Хохлатый олень

    - Род † Megaloceros
      - † Megaloceros giganteus — Большерогий олень
      - † Megaloceros cazioti